# Conozco a los dos (película)
Conozco a los dos es una película musical mexicana de 1949 dirigida por Gilberto Martínez Solares y protagonizada por Amalia Aguilar y Queta Lavat, junto al dúo musical Los Cuates Castilla. La cinta está inspirada en el bolero homónimo de Pablo Valdés Hernández.

## Argumento
Unos hermanos gemelos son separados al momento de nacer debido a diversas circunstancias. Años después ambos se conocen de manera circunstancial cuando uno de ellos intenta seducir a la novia de su gemelo. La situación se complica al aparecer en escena una sensual vedette, novia del gemelo seductor.

## Reparto
- Amalia Aguilar
- José Ángel Castilla / Miguel Ángel Castilla (Los Cuates de Castilla)
- Queta Lavat
- Óscar Pulido
- Manolo Noriega
- Doria Yris

## Comentarios
Película creada para el lucimiento de los cantantes y compositores Los Cuates de Castilla, quienes tuvieron gran éxito en teatros y night clubs de la Ciudad de México en aquel entonces. La rumbera cubana Amalia Aguilar se luce al bailar temas como Soy tan dulce como la caña o La negrita Concepción.